# Devir
Devir, Debir i 1917 års kyrkobibel, är en stad som omnämns i Bibeln. Den är belägen i Juda bergsbygd cirka 2 mil västsydväst om Hebron. Devir var en av de städer som intogs av Josua. Innan dess behärskades staden av anakiterna. Tidigare namn på staden var Kirjat-Sefer och Kirjat-Sanna. Efter att Josua intagit staden gjorde han den till en levitstad. Senare drog kenaseerna in i staden. Israels förste domare Otniel erövrade slutgiltigt staden åt israeliterna efter att Kaleb lovat sin dotters hand till den som erövrade staden.
Staden lokaliserades av bibelarkeologen William F. Albright till Tel Beit Misrim som han grävde ut på 1930-talet. Senare arkeologer har identifierat Devir med den byn Kirjat Rabud någon mil österut.
Staden förstördes under farao Sisaks krigståg mot Rehabeam. År 586 f.Kr. förstördes den igen av Nebukadnessar II.